# Typhlonectes natans
Typhlonectes natans é um anfíbio gimnofiono da família Typhlonectidae. Pode ser encontrada na Colômbia e Venezuela.